# Alfa Romeo 155
Alfa Romeo 155 är en personbil, tillverkad av den italienska biltillverkaren Alfa Romeo mellan 1992 och 1998.
Alfas första framhjulsdrivna mellanklassbil introducerades i januari 1992. Som så många andra modeller inom Fiat-koncernen byggde den på bottenplattan från Fiat Tipo. Motorerna var dock Alfas egna: den klassiska fyran, nu i Twin Spark-utförande med dubbeltändning, och den uppskattade V6:an. Från 1994 tillkom en turbodiesel från moderbolaget samt den fyrhjulsdrivna toppmodellen Q4. Den senare hade hämtat drivlinan från rally-vinnaren Lancia Delta HF Integrale. Till 1996 genomgick 155:an en uppgradering, med bland annat förbättrade hjulupphängningar och modernare fyrcylindriga motorer med fyrventilstoppar.
Versioner:
| Modell  | Årsmodell | Motor               | Cylindervolym | Effekt | Vridmoment | Bränslesystem             |
| ------- | --------- | ------------------- | ------------- | ------ | ---------- | ------------------------- |
| 1.7 TS  | 1992-1995 | 4-cyl radmotor DOHC | 1749 cm³      | 116 hk | 146 Nm     | Bränsleinsprutning        |
| 1.8 TS  | 1992-1995 | 4-cyl radmotor DOHC | 1773 cm³      | 126 hk | 165 Nm     | Bränsleinsprutning        |
| 2.0 TS  | 1992-1995 | 4-cyl radmotor DOHC | 1995 cm³      | 141 hk | 187 Nm     | Bränsleinsprutning        |
| 2.5 V6  | 1992-1998 | 6-cyl V-motor SOHC  | 2492 cm³      | 165 hk | 216 Nm     | Bränsleinsprutning        |
| Q4      | 1994-1998 | 4-cyl radmotor DOHC | 1995 cm³      | 190 hk | 297 Nm     | Bränsleinsprutning, turbo |
| 1.6 16v | 1996-1998 | 4-cyl radmotor DOHC | 1598 cm³      | 120 hk | 144 Nm     | Bränsleinsprutning        |
| 1.8 16v | 1996-1998 | 4-cyl radmotor DOHC | 1747 cm³      | 140 hk | 165 Nm     | Bränsleinsprutning        |
| 2.0 16v | 1996-1998 | 4-cyl radmotor DOHC | 1970 cm³      | 150 hk | 186 Nm     | Bränsleinsprutning        |
| 2.0 TD  | 1995-1998 | 4-cyl radmotor SOHC | 1929 cm³      | 90 hk  | 190 Nm     | Turbodiesel               |
| 2.5 TD  | 1995-1998 | 4-cyl radmotor SOHC | 2500 cm³      | 125 hk | 294 Nm     | Turbodiesel               |

## Motorsport

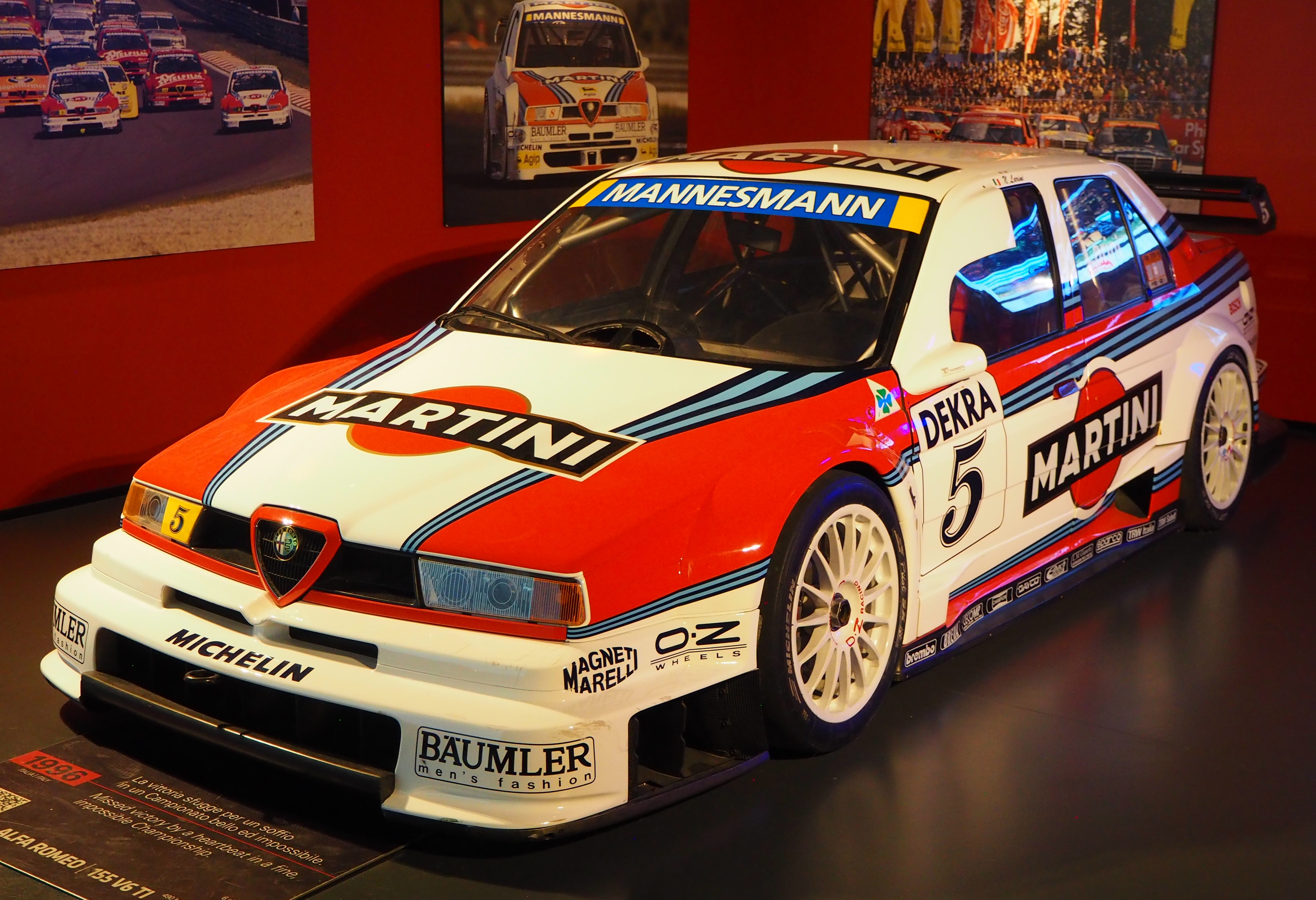
Nicola Larinis Alfa Romeo 155 V6 TI från ITC 1996.

Alfa 155 var mycket framgångsrik inom europeisk standardvagnsracing och vann bland annat italienska Superturismo-mästerskapet 1992, tyska mästerskapet DTM 1993 och brittiska mästerskapet BTCC 1994.